# Malalcahuello
Malalcahuello (en mapudungun: «Corral de caballos») es una villa de montaña ubicada a 972 m s. n. m. en la precordillera andina chilena, perteneciente a la comuna de Curacautín en la Provincia de Malleco, Región de la Araucanía.
En Malalcahuello se sitúa la Reserva Nacional Malalcahuello, la cual posee una gran variedad de árboles nativos, entre ellos la Araucaria araucana, el Roble, el Raulí, el Coigue, la Lenga y el Ñirre. De esta Reserva nace el Río Cautín, y en ella se sitúa a su vez el volcán Lonquimay, el cual posee el reconocido centro de esquí Corralco. El valle posee un importante atractivo natural y turístico, contando además con termas, spa, restaurantes, hoteles, turismo aventura, entre otros servicios.

## Galería

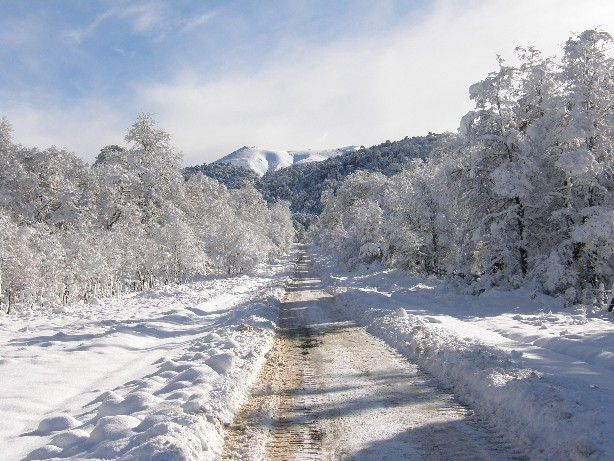
Malalcahuello, hacia el volcán. Invierno de 2011.
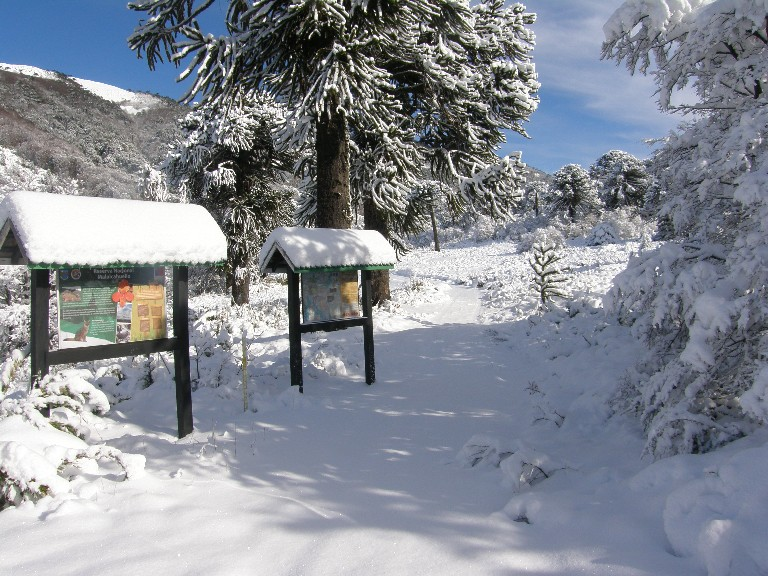
Araucarias en el acceso al volcán. Invierno de 2011.